# Lijst van afleveringen van Law & Order: Special Victims Unit (seizoen 19)
Dit artikel vat het negentiende seizoen van Law & Order: Special Victims Unit samen.

## Hoofdrollen
- Mariska Hargitay - inspecteur Olivia Benson
- Kelli Giddish - rechercheur Amanda Rollins
- Ice-T - rechercheur Fin (Odafin) Tutuola
- Peter Scanavino - rechercheur Dominick 'Sonny' Carisi jr.
- Raúl Esparza - assistent-officier van justitie Rafael Barba (aflevering 1 - 13)
- Philip Winchester - assistent-officier van justitie Peter Stone (aflevering 13 - 24)

## Terugkerende rollen
- Dean Winters - onderzoeker Brian Cassidy
- Ryan Buggle - Noah Porter Benson
- Barbara Miluski - rechter Lisa Peck
- Vincent Curatola - rechter Al Burtuccio
- Ami Brabson - rechter Karyn Blake
- Jayne Houdyshell - rechter Ruth Linden
- Jenna Stern - rechter Elana Barth
- Peter Jacobson - advocaat Randy Dworkin
- Peter Hermann - advocaat Trevor Langan
- Steve Rosen - advocaat Michael Guthrie
- Ned Eisenberg - advocaat Roger Kressler
- Brooke Shields - Sheila Porter
- Peter Gallagher - hoofd William Dodds
- Maureen Mueller - raadgever Susan Janet
- Tamara Tunie - medisch onderzoekster Melinda Warner
- Carolyn McCormick - psychiater Elizabeth Olivet

## Afleveringen
| Aflevering | Titel                    | Schrijver                           | Regie               | Uitzenddatum VS   | Selectie gastrollen |
| --- | ------------------------ | ----------------------------------- | ------------------- | ----------------- | --- |
| 1. | Gone Fishin              | Michael Chernuchin                  | Alex Chapple        | 27 september 2017 | Amy Smart - Karla Wyatt Andrew Kaempfer - Frank Wyatt Mariela Garriga - Elana Marks Will Chase - Byron Marks                                                                                     |
| Het SVU wordt ingelicht over het feit dat een voortvluchtige verkrachter zich in Havana schuilhoudt. Rechercheur Fin gaat ernaartoe om hem op te pakken. Dit leidt al snel tot een diplomatieke rel wanneer Fin wordt beschuldigd van ontvoering. Wanneer alle slachtoffers van de dader weigeren tegen hem te getuigen, zet inspecteur Benson alle hoop op een slachtoffer om de dader te veroordelen. Ondertussen ontdekt Benson schokkende aanklachten tegen haar. De voormalige SVU-rechercheur en geliefde Brian Cassidy keert terug om haar werkwijze en de aanklachten te onderzoeken. |                          |                                     |                     |                   | |
| 2. | Mood                     | Allison Intrieri                    | Michael Pressman    | 4 oktober 2017    | Saxon Sharbino - Savannah Ross Robbie Sublett - Tom Williams Amirah Vann - Michelle Morrison Christina Rouner - mrs. Williams Marion McCorry - Nancy Burns                                       |
| Een vrouw verklaart tegen de SVU dat zij verkracht is. Op het eerste gezicht geloven de rechercheurs haar verhaal, maar na een aantal misleidingen bevinden de rechercheurs zich in een moeilijk pakket over wat waar en niet waar is. Dit zorgt ervoor dat rechercheur Rollins en rechercheur Carisi een heftig meningsverschil krijgen over of zij de waarheid vertelt en of deze zaak voor de rechter gebracht moet worden. Ondertussen zet Cassidy zijn onderzoek voort naar het persoonlijke leven van inspecteur Benson, dit na de schokkende aanklachten tegen haar. Benson besluit dan om zelf actie te ondernemen, wat zorgt voor een schokkende onthulling en een verlies van een dierbare oude vriendschap. |                          |                                     |                     |                   | |
| 3. | Contrapasso              | Richard Sweren                      | Jean de Segonzac    | 11 oktober 2017   | Paul Fitzgerald - Jason Karr Lauren Donahue - Karen Karr Kathleen Munroe - Evelyn Bundy Jeannine Kaspar - Nora Galen Betsy Beutler - Julie Wade                                                  |
| Wanneer een man na een heftige aanval wordt gecastreerd en voor dood wordt achtergelaten, gaat het SVU-team op onderzoek uit. Zij ontdekken dat er drie getuigen zijn, en dat zij ook meteen verdachten zijn van deze aanval. De zaak neemt een onverwachte wending wanneer de drie verdachten op hun beurt het slachtoffer beschuldigen van wat hij hen in het verleden had aangedaan, het blijkt dat zij uit wraak handelen. Assistent-officier van justitie Rafael Barba staat voor de lastige keuze of hij de drie verdachten moet aanklagen of juist verdedigen. Uiteindelijk worden ze alle vier vervolgd: de dames accepteren een deal en ook de man wordt vervolgd omdat hij een van hen als meisje onder bedreiging met een kurkentrekker had verkracht. Het argument van diens advocaat dat hij met de castratie al gestraft is wordt terzijde geschoven met het argument dat de overheid het geweldsmonopolie heeft en straffen uitdeelt. Ondertussen ontvangt inspecteur Benson schokkend nieuws over de biologische familie van haar pleegzoon Noah. De biologische moeder van Noah heeft in het verleden de waarheid verzwegen tijdens het toenmalige onderzoek. Diens moeder, Sheila Porter, is nog in leven en wil haar kleinzoon zien. |                          |                                     |                     |                   | |
| 4. | No Good Reason           | Julie Martin Brianna Yellen         | Martha Mitchell     | 18 oktober 2017   | Brighton Sharbino - Mandy Fowler Erin Davie - Kirsten Fowler John Patrick Hayden - Bruce Fowler Madison Pettis - Stacey Vanhoven Colton Ryan - Andrew Drake Geraldine Hughes - Denise Drake      |
| Wanneer een highschool-studente plotseling verdwijnt, wordt het SVU op het onderzoek gezet. Zij ontdekken al snel dat de studente het slachtoffer was van heftig online pesten door haar medestudenten en beste vriendin. Wanneer zij weer gevonden wordt, verklaart zij dat zij na een feest door een goede vriend is verkracht. De zaak is bijna afgewikkeld wanneer het slachtoffer opeens niet meer wil meewerken, dit onder dwang van haar medestudenten die haar blijven lastigvallen. Inspecteur Benson moet haar er nu van zien te overtuigen door te zetten met haar aanklacht. Dit lukt en de jongen bekent de misdaad: hij was al jaren smoorverliefd op het meisje en verkrachtte haar toen ze zijn avances weigerde. Hierna besloot hij met zijn vrienden dat de aanval de beste verdediging is, postte belastende foto´s online en zette een cyberpestcampagne op. Na deze zaal wordt Benson op betreffende school uitgenodigd om de studenten op de impact van pesten, cyberbullying, stalking en seksuele intimidatie te wijzen. Ondertussen wil Sheila Porter de geschiktheid van Benson als moeder aanvechten, dit tot haar grote ergernis. |                          |                                     |                     |                   | |
| 5. | Complicated              | Céline C. Robinson                  | Tricia Brock        | 25 oktober 2017   | Paul Schulze - Bill Lawrence Kellie Overbey - Karen Lawrence Mike Faist - Glenn Lawrence Ili Ray - Britney Taylor Maureen Mueller - Daniella Janet                                               |
| Wanneer een 10 jaarlange vermist meisje ineens weer gevonden wordt, wordt ze teruggebracht naar haar ouders en broer. De cold case wordt opgepakt door het SVU-team, want haar ontvoerder is nog mogelijk op vrije voeten. De rechercheurs ontdekken al snel tegenstrijdige verklaringen van het meisje dat beweert ontvoerd te zijn geweest. Merkwaardigerwijs speelt de broer hierop in, wat doet vermoeden dat het meisje een oplichtster is en de broer meer weet over wat er met zijn zusje is gebeurd. Dan komt de waarheid boven tafel: het meisje is een dakloos meisje dat in een familie wilde worden opgenomen, en de broer heeft op jonge leeftijd zijn zusje per ongeluk verstikt waarna de vader het lichaam in het geheim had begraven. Vader en broer worden beiden gearresteerd. Ondertussen begint tussen inspecteur Benson en Porter het gevecht over de voogdij van Noah, met de verklaring van Porter over de veiligheid van Noah door de aantijgingen die door Benson zijn geuit. Dit zet kwaad bloed bij Benson en de voogdijstrijd wordt hierdoor nog harder. |                          |                                     |                     |                   | |
| 6. | Unintended Consequences  | Elizabeth Rinehart                  | Jonathan Herron     | 8 november 2017   | Annie Corley - Rosemary Taylor Gus Birney - Kristi Martin Christiane Noll - Sarah Curtis Robert Eli - Glen Curtis Peter Scolari - dr. Dennis Barkley Kathryn Kates - rechter Marlene Simons      |
| Wanneer een tienermeisje komt te overlijden, wordt het SVU-team erbij geroepen. Zij onderzoeken als eerste een afkickkliniek omdat zij daar als laatste is gezien. Zij maken zich zorgen over wat daar allemaal gebeurd na het horen van de cliënten. Rechercheur Collins gaat dan undercover naar de afkickkliniek als werknemer. Zij loopt daar mee met de directrice om zo hopelijk bewijzen te kunnen krijgen voor criminele activiteiten van het overige personeel. Met deze eventuele bewijzen hoopt Rollins zo de dader van de moord op het meisje te kunnen vinden. De eigenaar blijkt een grootscheepse zwendel te drijven door toe te laten dat medewerkers de meisjes in het eindstadium drugs voor seks aanbieden; hierdoor vallen de meisjes terug in hun verslaving en is nog meer dure therapie nodig. Het slachtoffer is op deze manier door een overdosis aan haar eind gekomen. Ondertussen probeert inspecteur Benson haar wantrouwen naar Porter opzij te zetten. Ze laat Noah haar bezoeken en probeert haar vriendschap terug te winnen. |                          |                                     |                     |                   | |
| 7. | Something Happened       | Michael Chernuchin                  | Alex Chapple        | 29 november 2017  | Melora Walters - Laurel Linwood Joanna Going - Leah Linwood Chris Cafero - James Crystal T. Johnson - Meg Lana Young - mrs. Drayson Kayla Diaz - Nancy                                           |
| Een verkrachtingsslachtoffer, dat zich tot haar frustratie niets van de aanval kan herinneren, bezoekt het SVU-team. Inspecteur Benson brengt haar naar een verhoorkamer om haar te helpen om haar geheugen terug te krijgen. Het wordt al snel intens wanneer het slachtoffer volschiet met angst, stress en wanhoop. De ´dader´blijkt vermoord en nu is het slachtoffer ineens een verdachte. Om het slachtoffer te helpen met het terughalen van haar herinneringen, besluit Benson haar eigen lang verborgen geheim te vertellen om haar zo te helpen met haar verhaal. De zaak neemt een schokkende wending wanneer er een geheim van het slachtoffer en haar zus bovenkomt. Hun pas overleden vader had de zus misbruikt en haar verwaarloosd, waardoor de stoppen doorsloegen toen ze met een man meeging die het aftershave van haar vader droeg en ze hem vermoordde. |                          |                                     |                     |                   | |
| 8. | Intent                   | Robert Brooks Cohen Lawrence Kaplow | Adam Bernstein      | 6 december 2017   | Steve Howey - Andy 'Het Monster' McPherson Gage Golightly - Katy Miller James Monroe Iglehart - Shawn Tompkins Tenea Intriago - Heather Parcell Nick Sullivan - deputy sheriff Chuck Howley      |
| Een bekende sociale mediaster, Katy Miller, wordt verkracht, na een romantische date met de beroemde bokser Andr ´Het Monster´McPherson. Uit tekstberichtjes van Katy aan het Monster blijkt dat ze een verkrachtingsfantasie had maar ze ontkent dit. Katy beweert daarentegen een dreigberichtje van Het Monster te hebben ontvangen en Het Monster beweert dat Katy probeerde hem te chanteren. Al snel blijkt dat ze door een derde gecatfished zijn en omdat het Monster bereid is zich schuldig te verklaren tegen een zo licht mogelijke straf (uit de behoefte iets goed te maken naar Katy) kan deze onbekende derde worden aangeklaagd voor medeplichtigheid aan verkrachting. Het spoor leidt naar een meisje dat naast het verzorgen van haar doodzieke moeder een kleurloos leven leidt in Pennsylvania. Aanvankelijk denkt Barba dat een lichte straf op zijn plaats is omdat het lijkt alsof het meisje de daad uit verveling pleegde. Maar al snel blijkt het ware motief wraak en jaloezie: ze sleet haar dagen in ondankbare arbeid terwijl sterren als Katy en het Monster die zij online trachtte te benaderen haar niet eens zien staan en het hen allemaal komt aanwaaien. Hierop besloot ze hen een hak te zetten. Ondertussen stelt inspecteur Benson duidelijke regels vast voor Porter over wat zij wel en niet kan vertellen aan Noah over zijn verleden en zijn familieachtergronden. De ergste nachtmerrie voor Benson komt dan toch uit als zij verschrikkelijke nieuws krijgt over haar zoon. |                          |                                     |                     |                   | |
| 9. | Gone Baby Gone           | Lawrence Kaplow Elizabeth Rinehart  | Jean de Segonzac    | 3 januari 2018    | Frank Pando - Juan Ortoli Domenica Feraud - Maria Ortoli Maureen Mueller - Susan Janet Kelvin McGrue - Raymond Green Brian Berrebbi - Vince Mazanno                                              |
| Wanneer Noah tijdens winkelen met Porter wordt ontvoerd start het SVU-team samen met chef William Dodds een uitgebreid zoektocht. Door hoogoplopende emoties raakt inspecteur Benson al snel in een paniektoestand. Zij besluit het heft in eigen hand te nemen om Noah terug te krijgen en probeert in contact te komen met de ontvoerders. De zaak wordt al snel gevaarlijk als het leven van Benson in gevaar komt nadat de zaak een choquerende wending neemt. De ontvoerder blijkt Sheila Porter, die dit al die tijd had bekokstoofd om haar kleinzoon Noah voor zichzelf te hebben. De zaak wordt opgelost en Sheila afgevoerd, als Noah vraagt waarom zegt Benson dat Sheila een goed persoon is die iets slechts gedaan heeft. |                          |                                     |                     |                   | |
| 10. | Pathological             | Brianna Yellen                      | Jono Oliver         | 10 februari 2018  | Dendrie Taylor - Dawn McLaughlin Erin Wilhelmi - Mariel McLaughlin Mouzam Makkar - Dara Miglani George R. Sheffey - Lou McLaughlin Mandi Masden - Vanessa Banks                                  |
| Wanneer twee kinderen met een beperking die bijzonder onderwijs volgen samen naakt betrapt worden, wordt het SVU-team op onderzoek uitgestuurd. Het verdere onderzoek brengt een schokkende ontdekking voort, het meisje heeft geen beperking maar is slachtoffer van Mûnchhausen by proxy: de moeder dient haar medicijnen toe die haar ziek maken. De zaak wordt nog tragischer wanneer de misbruikzaak een moordzaak wordt: de dochter doodt haar moeder met een hamer omdat zij haar niet met rust wil laten en ook niet wil toestaan dat ze een vriendje heeft. De zaak ziet er niet goed voor haar uit en hierop doet Barba iets wat zijn carrière in gevaar brengt: hij doet per ongeluk expres uitlatingen over de zaak in bijzijn van juryleden waarop de rechter de zaak nietig moet verklaren. Ondertussen probeert inspecteur Benson Noah te helpen met zijn nachtmerries, dit na zijn traumatische gebeurtenissen met hem, Benson en Sheila Porter. |                          |                                     |                     |                   | |
| 11. | Flight Risk              | Julie Martin Allison Intrieri       | Michael Pressman    | 17 januari 2018   | Anastasia Barzee - Jeanne Howell Martin Donovan - kapitein Carter Iliana Guibert - Sandy Sullivan Tyrone Mitchell Henderson - Kevin Reed                                                         |
| Wanneer een pilote zichzelf opsluit in de cockpit en terug probeert te keren naar het John F. Kennedy International Airport, nadat zij bijna een ongeluk veroorzaakte, wordt zij gearresteerd op verdenking van terrorisme. Dit leidt tot een federale aanklacht tegen haar, 2 jaar gevangenisstraf, en verlies van haar vliegbrevet. De pilote beschuldigt haar kapitein van verkrachting, waarna het SVU-team wordt opgeroepen voor onderzoek. De politie vindt aanwijzingen dat de kapitein zich vaker aan verkrachting heeft schuldiggemaakt, waarop deze akkoord gaat met 10 jaar gevangenisstraf. Assistent-officier van justitie Rafael Barba wil vervolgens de vliegmaatschappij vervolgen omdat deze een machocultuur van vrouwendiscriminatie handhaafde. Hij krijgt het uiteindelijk voor elkaar om de grandjury te overtuigen om de luchtvaartmaatschappij te vervolgen met een gerede kans dat de vervolging later strandt, maar hij is al blij de discussie op gang te hebben gebracht. Ondertussen neemt rechercheur Fin maatregelen om de veiligheid van inspecteur Benson te waarborgen, dit na de incidenten met Sheila Porter. |                          |                                     |                     |                   | |
| 12. | Info Wars                | Richard Sweren Robert Brooks Cohen  | Michael Slovis      | 31 januari 2018   | Rhea Seehorn - Martha Cobb Kurt Fuller - Jed Karey Joe Grifasi - rechter Heshy Horowitz Jonathan Judge-Russo - Randy Platt Lee Roy Rogers - Selma Platt                                          |
| Een toespraak van Martha Cobb, een controversiële rechtse politica, leidt tot een gewelddadige demonstratie van links en een even gewelddadige reactie van rechts. In de chaos wordt ze bewusteloos geslagen en met de steel van een demonstratiebord gepenetreerd. Er zijn verschillende die haar een kwaad hart toedragen: antifa en andere linkse bewegingen. Hoewel er diverse getuigen waren van deze aanval, duurt het even voordat de verdachte gevonden kan worden: een linkse activist die door Cobb direct herkend wordt. Wanneer de zaak voor de rechter komt, krijgen inspecteur Benson en assistent-officier van justitie Rafael Barba een heftige discussie over hun persoonlijke opvatting over deze zaak. Het meningsverschil slaat over naar de rest van het SVU-team. Uiteindelijk weet Benson door Cobbs façade heen te breken en ze bekent dat ze de activist heeft aangewezen om niet als slachtoffer te worden gezien en haar retributie in de rechtszaal te halen. Feitelijk herinnert ze zich de aanval niet omdat ze buiten westen was. Bovendien blijkt al snel een andere mogelijke verdachte boven te drijven: een extreemrechtse activist die door hem vernederd was toen hij romantische avances maakte. Barba moet vrijspraak vorderen en na afloop treft Benson Cobb aan in een door linkse activisten bezochte bar waar ze ´haar vijanden recht in de ogen kan kijken.´ Letterlijk in dit geval, want de linkse activist en voormalige verdachte staat achter de bar en kijkt met onverholen vijandigheid in haar richting. |                          |                                     |                     |                   | |
| 13. | The Undiscovered Country | Michael Chernuchin                  | Alex Chapple        | 7 februari 2018   | Peter Jacobson - Randolph J. Dworkin Abigail Hawk - Maggie Householder Joe Tapper - Aaron Householder Sam Waterston - Jack McCoy                                                                 |
| Wanneer een vader zijn doodzieke kind ontvoert, wordt het SVU-team erbij geroepen. Zij horen van de vader dat zijn vrouw hun kind het verdere lijden wil besparen en hem vredig wil laten inslapen. Nu moet het team beslissen hoever het recht reikt om deze wens in te willigen. De inmenging van assistent-officier van justitie Rafael Barba leidt het hele openbaar ministerie in rep en roer, met als gevolg dat officier van justitie Jack McCoy hierbij betrokken wordt. Dan wordt Barba aangeklaagd voor moord, maar wordt al snel onschuldig bevonden. Barba besluit hierop om ontslag te nemen, en wordt opgevolgd door de voormalige assistent-officier van justitie uit Chicago Peter Stone, die recentelijk zijn vader Benjamin Stone heeft verloren. (Benjamin Stone was uitvoerend officier van Justitie in de eerste seizoenen van Law & Order). |                          |                                     |                     |                   | |
| 14. | Chasing Demons           | Richard Sweren Allison Intrieri     | Fred Berner         | 28 februari 2018  | Kylie Bunbury - rechercheur Devin Holiday Pernell Walker - Kayla Price Brett Gray - Reggie Price Dominic Colón - Felix Ramos Karina Arroyave - Sylvia Ramos                                      |
| Het SVU-team brengt een dokter voor de rechter die ervan wordt beschuldigd van het seksueel misbruiken van kleine jongens. De rechtszaak gaat goed totdat Brian Cassidy gaat getuigen, doordat hij door het lint gaat na beschuldigingen van racisme wordt de rechtszaak ongeldig verklaard. Later verschijnt Cassidy met bloed aan zijn handen aan de deur van inspecteur Benson. Nadat het vermoorde lichaam van de dokter wordt gevonden, moet Benson beslissen of zij Cassidy schuldig is aan deze moord of, zoals hijzelf verklaart, onschuldig is. Deze zaak brengt grote spanningen met zich mee gezien het verleden tussen Cassidy en Benson, en zorgt ervoor dat assistent-officier van justitie Stone meteen vol aan de bak moet met zijn eerste zaak in New York. |                          |                                     |                     |                   | |
| 15. | In Loco Parentis         | Michael Chernuchin Julie Martin     | Norberto Barba      | 7 maart 2018      | Rachel Finninger - Renata Schaeffer Jason Liebman - Stuart Green Tijuana Ricks - Lisa Baldwin Bjorn Thorstad - advocaat Mitch Jackson                                                            |
| De zus van rechercheur Carisi bezoekt haar broer en verklaart Carisi´s nichtje Mia het slachtoffer van verkrachting is. De universiteit waar Mia en de jongen studeren schorst de jongen desalniettemin voor een jaar. Uiteindelijk blijkt de verkrachting onwaar, een typisch geval van een verhaal dat met een sneeuwbaleffect een eigen leven is gaan leiden. De aanklacht wordt ingetrokken. Maar als Mia met de jongen de dialoog aan wil gaan om het enigszins recht te zetten, verkracht hij haar alsnog. Nu moet het SVU-team zien te ontdekken hoe geloofwaardig het slachtoffer werkelijk is na de diverse verschillende verklaringen. De advocaat van de verdachte weet Mia als leugenares neer te zetten en haar klant als slachtoffer, vooral omdat diens toekomst door de schorsing in duigen ligt. Maar wanneer Stone de verdachte onder druk zet komt het motief boven: wraak voor Mia´s valse beschuldiging en de schorsing die ondanks het intrekken van de aanklacht niet door de universiteit is ingetrokken. De verdachte wordt schuldig bevonden en Mia gaat een paar maanden van school. Ondertussen leert assistent-officier van justitie Stone dat er geen perfecte getuigen bestaan in seks gerelateerde misdaden. |                          |                                     |                     |                   | |
| 16. | Dare                     | Richard Sweren Cèline C. Robinson   | Christopher Misiano | 14 maart 2018     | Janel Moloney - dr. Franchella Jenn Gambatese - Meredith Bergkamp Alfredo Narciso - Dylan Bergkamp Tom Titone - rechter Joshua Goldfarb Eloise Lushina - Lily Winterburn                         |
| Zoë Bergkamp, een dertienjarig meisje, valt hard op haar hoofd en wordt in coma naar het ziekenhuis vervoerd na een spelletje met twee leeftijdsgenootjes dat gruwelijk misging. Nadat het meisje in het ziekenhuis aan haar verwondingen komt te overlijden, maakt de zaak een schokkende wending als er ontdekt wordt dat de organen van het meisje door een chirurg zijn verwijderd zonder toestemming van de ouders. Benson weet nog net te voorkomen dat haar hart per helikopter naar Buffalo wordt vervoerd, en als ze het de ouders vraagt weigeren ze, woedend dat de arts hun dochtertje in stukken heeft gesneden. De arts, dr. Franchella, blijkt al 31 donorformulieren te hebben vervalst om de organen van overleden kinderen te kinnen transplanteren. Ze doet het echter niet voor gewin maar om kinderen te redden die een donororgaan nodig hebben. Ze vindt de wet, die eist dat ouders toestemming geven voor donatie (dat dus op het moment dat hun kind net overleden is en er groot gebrek aan kinderorganen is) barbaars, terwijl in veel Europese staten goedkeuring wordt aangenomen tenzij de ouders expliciet ´nee´ zeggen. Assistent-officier van justitie Peter Stone brengt deze complexe zaak voor de rechter, om zo toch gerechtigheid te krijgen voor het overleden meisje en haar treurende familie. Het wordt een pijnlijke slepende zaak, vooral als het doodzieke jongetje uit Buffalo als getuige optreedt. Dit verscheurt zelfs de ouders Bergkamp, en Zoë´s vader heeft spijt dat hij de donatie alsnog weigerde en biedt het jongetje en zijn ouders zijn excuses aan. De arts wordt uiteindelijk veroordeeld en raakt haar vergunning kwijt, want het is niet aan haar om de wet te veranderen. Benson worstelt met haar geweten dat ze de helikopter heeft tegengehouden, vooral als ze hoort dat het jongetje in Buffalo is overleden. |                          |                                     |                     |                   | |
| 17. | Send in the Clowns       | Julie Martin Brianna Yellen         | Alex Chapple        | 21 maart 2018     | Will Sasso - Chris Sadler Wendy Hoopes - Anna Sadler Mallory Bechtel - Hadley Sadler Erik Jensen - James Turner Ernest Waddell - Ken Randall                                                     |
| Wanneer een muzikaal wonderkind verdwijnt tijdens de voorjaarsvakantie, wordt het SVU-team opgeroepen voor onderzoek. Een verdachte wordt gevonden; en bebloede eigendommen van het meisje worden in diens appartement gevonden. Er wordt moord vermoedt en assistent-officier van justitie Peter Stone besluit dan zonder lichaam toch de hoofdverdachte aan te klagen, om zo gerechtigheid voor het slachtoffer te krijgen. De ouders getuigen, maar als de muziekleraar van het meisje aan de beurt is, is deze verdwenen. Hij wordt in bed met het meisje aangetroffen: ze wilden samen verdwijnen want ze waren verliefd op elkaar geworden. De man wordt meteen ingerekend ondanks protesten van het meisje: ze is minderjarig, ze hebben de politie onnodig werk bezorgd, en bijna een onschuldige laten veroordelen. Als de moeder van het meisje hierachter komt wordt ze woedend: 17 jaar eerder had ze met de leraar een slippertje gehad waarvan ze zwanger was geraakt, de leraar had onwetend een verhouding gehad met zijn eigen dochter. Het meisje is enigszins opgelucht want nu weet ze van wie ze haar muzikale aanleg heeft, de vader is woedend en geschokt, het gezin gebroken, en de leraar wordt vervolgd voor seksuele betrekkingen met een minderjarige, belemmering van de rechtsgang en incest. |                          |                                     |                     |                   | |
| 18. | Service                  | Lawrence Kaplow Cèline C. Robinson  | Fred Berner         | 11 april 2018     | Christopher Wiehl - advocaat Olson Morgan Taylor Campbell - Sandy 'Sky' Ksenivch Marquise Vilson - Jim Preston Jack DiFalco - William 'Billy' Shaughnessy Timothy Adams - Tyler Jones            |
| Wanneer een escortdame seksueel wordt aangevallen en zwaar mishandeld, wordt het SVU-team opgeroepen voor onderzoek. Al snel wordt ontdekt dat zij in een duister hotel aan het werk was met drie militairen. De zaak wordt gecompliceerd als een militair weigert te praten, en dat een andere militair de misdaad bekent. Dan blijkt dat de laatste militair liegt tijdens zijn bekentenis. De werkelijke dader wordt dan toch gevonden, maar de zaak neemt een onverwachte wending als blijkt dat een militair al een lange tijd een donker geheim met zich mee heeft gedragen. Ondertussen wordt door haar onprofessionele werkwijze van rechercheur Rollins een romantisch geheim blootgelegd. |                          |                                     |                     |                   | |
| 19. | Sunk Cost Fallacy        | Michael Chernuchin Allison Intrieri | Michael Pressman    | 18 april 2018     | Olga Merediz - rechter Roberta Martinez Katie Flahive - Sherry Brian Keane - dokter van Pamela Stephanie March - Alexandra Cabot                                                                 |
| Wanneer een moeder met haar vierjarig meisje worden vermist, gaat het SVU-team op onderzoek uit. Tijdens het onderzoek ontdekken zij dat de echtgenoot van de moeder een gewelddadige man is, die stelselmatig zijn gezin mishandelde. Zij vermoeden dat de echtgenoot achter de verdwijning en de moord op zijn echtgenote en dochter zit en arresteren hem. De zaak maakt dan een onverwachte en schokkende wending als brigadier Benson ontdekt dat de moeder en haar dochter nog leven. Zij blijken ondergedoken te zitten met hulp van Alexander Cabot, de voormalige assistent-officier van justitie. Cabot verklaart dat de moeder en dochter dood zijn. Dit brengt Benson in een gecompliceerde situatie. Een tragische gebeurtenis in de zaak brengt Benson aan het twijfelen over hoe het systeem werkt. Ondertussen krijgt de zus van assistent-officier van justitie Stone de diagnose van tardieve dyskinesie, en hij moet nu een moeilijke beslissing nemen over haar behandeling. |                          |                                     |                     |                   | |
| 20. | The Book of Esther       | Richard Sweren Ryan Causey          | Jean De Segonzac    | 2 mei 2018        | Rebekah Kennedy - Esther Labott Ray McKinnon - William Labott Brandy Zarle - Debbie Labott Shawn Andrew - ESU brigadier Eric Elizaga - dr. Stephen Hale Stan Demidoff - Patrick Costello         |
| Een meisje loopt weg van huis en wordt door Rechercheur Rollins opgevangen. Ze heet Esther en is zwaar ondervoed waardoor ze er ondanks haar leeftijd van 27 uitziet als een kind. Ook is er sperma met een familiale match in haar ondergoed aangetroffen. Ze wordt na een tijdje door achterdochtige en strenge vader opgehaald en omdat ze meerderjarig is moeten ze haar laten gaan, Rollins vertrouwt het niet. Rollins krijgt hulp van het SVU-team en zij ontdekken dat in de familie kinderen met kettingen aan radiators worden vastgeketend, nauwelijks mogen baden en douchen, seksueel misbruik en mishandeling er schering en inslag zijn. De vader blijkt in zijn geloof geradicaliseerd en heeft hier zijn gezin in meegesleept waardoor het een mini-sekte is geworden. Rollins riskeert haar leven om het leven van Esther en haar broertjes en zusjes te redden en hierdoor komt het tot een belegering van het pand door de politie. Dit eindigt in een dramatisch ongeluk wat Rollins traumatiseert: Esther krijgt per ongeluk een kogel in haar hoofd, en ballistisch onderzoek toont aan dat deze uit Rollins haar pistool afkomstig was. Deze aflevering is gedeeltelijk gebaseerd op de zaak-Turpin. |                          |                                     |                     |                   | |
| 21. | Guardian                 | Julie Martin Matt Klypka            | Stephanie Marquardt | 9 mei 2018        | Rachel Hilson - Tiana Williams Laiona Michelle - Lashonda Williams Rotimi - Malik Williams Amanda Warren - Regina Carter George Wallace - Ron Carter Big Daddy Kane - Ray Wallis aka Four Stroke |
| Het SVU-team wordt opgeroepen wanneer een vrouw beweert seksueel aangevallen te zijn, en haar broer Malik vertelt het team dat zij verkracht is. Het onderzoek wijst dan uit dat de vrouw gewelddadig is aangevallen door drie jonge mannen, en deze worden al snel gearresteerd. De zaak neemt dan een onverwachte wending als de drie mannen beweren dat zij de broer betaald hebben om seks met haar te hebben, en dat de broer dus haar pooier is. Rechercheur Tutuola neemt deze zaak persoonlijk op en raakt verwikkeld in haar wereld wanneer hij haar probeert te beschermen tegen haar broer en de drie mannen, dit terwijl assistent-officier van justitie Peter Stone de zaak voor de rechter probeert te brengen. Tiana wil niet getuigen tegen haar broer en stelt dat Malik haar beschermengel is nadat hun moeder vastzit in de gevangenis, ze prostitueerde zichzelf vrijwillig om aan geld voor het gezin te komen. Stone toont echter aan dat Malik door sociale druk en door Tiana verslaafd te maken aan heroïne wel degelijk Tiana tot prostitutie had aangezet en dit ook nog eens hiervoor bij haar moeder had gedaan. Nu vallen Tiana de schellen van de ogen en ze biedt aan niet tegen haar broer te getuigen indien deze een deal aanbiedt: 15 jaar gevangenisstraf. Het treurige is dat ook Malik een kind van de omstandigheden was: hun vader sloed het hele gezin voordat hij overleed. Fin stelt echter dan ongeacht de kaarten die het lot je toedeelt, er altijd een vrije keus is, en Malik koos ervoor zijn moeder en zus te prostitueren en moet daardoor voor de gevolgen opdraaien. |                          |                                     |                     |                   | |
| 22. | Mama                     | Lawrence Kaplow Elizabeth Rinehart  | Jean de Segonzac    | 16 mei 2018       | Kathleen McNenny - Christine Ritchie Fionnula Flanagan - Madeline 'Maddie' Thomas Rutanya Alda - Patrice Conaway Todd Alan Crain - Henry Phillips Joe Piscopo - Albert Romano                    |
| Het SVU- team wordt opgeroepen om een mogelijk seksuele misbruikzaak te onderzoeken, dit betreft Madeline 'Maddie' Thomas, een oudere vrouw met de ziekte van Alzheimer, die beweert verkracht te zijn. Het team begint met het onderzoek, maar haar ziekte zorgt ervoor dat er twijfels ontstaan over de waarheid van haar bewering. Inspecteur Benson is er, vooral als er nog een vrouw in hetzelfde bejaardentehuis verkracht wordt, toch van overtuigd dat zij de waarheid spreekt, en wil ervoor zorgen dat er gerechtigheid voor haar komt. De verdachte moet aanvankelijk vrijgelaten worden wegens gebrek aan bewijs maar dan stappen er nog vier personen naar voren wiens ouders of grootouders in een bejaardentehuis verkracht zijn. Nu kan de verdachte, de getraumatiseerde zoon van een voormalig ster, alsnog worden opgepakt. Ondertussen ontdekt rechercheur Tutuola waar hij eventueel brigadier kan worden wanneer hij zijn examen heeft gehaald. Een positief bijeffect is dat door deze zaak Maddie met jaar geheime jeugdliefde herenigd wordt. |                          |                                     |                     |                   | |
| 23 | Remember Me              | Michael Chernuchin Julie Martin     | Alex Chapple        | 23 mei 2018       | Genesis Rodriguez - Lourdes Vega Carlos Miranda - Miguel Lopez Kelly Deadmon - Stephanie Buckley Chris Beetem - Alan Buckley                                                                     |
| Miguel Lopez, een IT-specialist, neemt Lourdes Vega mee naar zijn appartement. Daar wordt hij door haar neergeslagen en gegijzeld. Lourdes is woedend en hysterisch en beschuldigt hem ervan een mensensmokkelaar te zijn geweest die vrouwen uit Centraal-Amerika naar de USA smokkelde. Hij zou haar gesmokkeld hebben en daarbij gemarteld en verkracht. Als de huisbaas van het appartement binnenloopt wordt hij door Lourdes gedood. Benson en de SVU raken erbij betrokken en Benson weet de gijzeling te beëindigen voordat Miguel door Lourdes geëxecuteerd wordt. Het klinkt als een emotionele daad van een hysterische vrouw maar Benson vermoedt dat de beschuldigingen terecht zijn en laat niet alleen Lourdes maar ook Miguel arresteren. |                          |                                     |                     |                   | |
| 24. | Remember Me Too          | Michael Chernuchin Julie Martin     | Alex Chapple        | 23 mei 2018       | Genesis Rodriguez - Lourdes Vega Carlos Miranda - Miguel Lopez Benito Martinez - Santino Rojas Kelly Deadmon - Stephanie Buckley Chris Beetem - Alan Buckley                                     |
| Nadat de gijzeling beëindigd is gaat het SVU-team op onderzoek uit naar de aanleiding van de gijzeling, terwijl Lourdes gijzeling en de moord op de huisbaas te laste wordt gelegd. Zij krijgen al snel hun twijfels over de verklaringen die de vrouw als zowel de man afleggen, en dan ontdekt het team een extreem gevaarlijke crimineel mensensmokkelnetwerk. Dit team blijkt alles wat hun tegen wil houden met geweld opzij te zetten. Omdat ze niet graag in de aandacht staan proberen ze Peter Stone onder druk te zetten de aanklacht tegen Lourdes in te trekken ´dan wordt ze gedeporteerd en rekent ons rechtssysteem wel met haar af.´ Peter Stone´s zus wordt bedreigd en als Stone weigert de aanklacht in te trekken, door hen met veel geweld ontvoerd. Inmiddels weet het team Miguel te doen praten, en hij bekent inderdaad meisjes te hebben gesmokkeld en misbruikt waaronder Lourdes. Bovendien verklapt hij de locatie waar de meisjes werden vastgehouden. Daar houdt de broer van de huisbaas (beiden zijn tot over hun oren in het betwerk betrokken) Peters zus onder schot en het eindigt met een tragisch resultaat voor Peter Stone, zijn zus en de betrokken rechercheurs. Lourdes mag echter in de USA blijven en krijgt getuigenbescherming, het netwerk wordt in zowel de USA als in Mexico opgerold. |                          |                                     |                     |                   | |